# Sylvicola tibialis
Sylvicola tibialis är en tvåvingeart som först beskrevs av Edwards 1923.  Sylvicola tibialis ingår i släktet Sylvicola och familjen fönstermyggor. Inga underarter finns listade i Catalogue of Life.